# Leon IV. (Armenien)
Leon IV. oder Leo IV., manchmal auch als Leon III. bezeichnet, (* 1289; † 13. August 1307) war von 1303 oder 1305 bis 1307 König von Kleinarmenien. Er war ein Sohn von Thoros III. und Margarete von Lusignan, einer Tochter von Hugo III., König von Zypern.

## Leben
Leon heiratete seine Cousine Agnes von Lusignan, Tochter von Isabella von Armenien und Amalrich von Tyrus.
1303 oder 1305 wurde er König, nachdem sein Onkel Hethum II. in den Orden der Franziskaner eingetreten war und sich aus den Regierungsgeschäften zurückgezogen hatte. Leon und Hethum führten 1305 die armenische Armee, die einem mamlukischen Feldzug bei Baghras ein Ende setzte. Am 13. August 1307 wurden Leon und Hethum mit ihrem Gefolge von vierzig Mann vom Emir Bilarghu der Mongolen zu einem Bankett in Anazarva eingeladen, bei dem über ein Bündnis zwischen ihren Völkern verhandelt werden sollte. Die Mongolen waren inzwischen zum Islam konvertiert und der Emir ließ die gesamte Delegation ermorden. Nachfolger wurde sein Onkel Oschin.